# Polýgono
Polýgono (en grec moderne : Πολύγωνο) est un quartier d'Athènes, en Grèce. Il est situé au-dessus du Champ-de-Mars sur les pentes du Tourkovounia.